# Rohrbach BE
| BE ist das Kürzel für den Kanton Bern in der Schweiz. Es wird verwendet, um Verwechslungen mit anderen Einträgen des Namens Rohrbach zu vermeiden. |

Rohrbach ist eine politische Gemeinde im Verwaltungskreis Oberaargau des Kantons Bern in der Schweiz.
Unter dem Namen existieren eine Einwohnergemeinde, eine evangelisch-reformierte Kirchgemeinde und eine Burgergemeinde.

## Geographie
Rohrbach liegt im Oberaargau im Schweizer Mittelland an der Langete. Die Nachbargemeinden sind Auswil, Huttwil, Rohrbachgraben und Madiswil.

## Geschichte

Luftbild aus 400 m von Walter Mittelholzer (1922)

Rohrbach ist eines der ältesten Dörfer des Kantons Bern. Rohrbach – oder damals noch Rorpah – wurde das erste Mal im Jahre 795 urkundlich erwähnt. Damals gehörte der Kelnhof Rohrbach zur Abtei St. Gallen. Im Spätmittelalter gehörte die Herrschaft bis 1309 den einheimischen Freiherren von Rüti, deren Vertreter Dietrich von Rüti als Beteiligter 1308 am Königsmord an Albrecht I. von den Herzögen von Österreich seiner Ämter und Lehen verlustig erklärt wurde: aberkannt wurden ihm die sankt-gallische Vogtei und das Meieramt über den Hof zu Rohrbach sowie seine Burg Trachselwald. Die Herrschaft Rohrbach kam in der Folge an die Freiherren von Signau.
Freiherr Ulrich III. von Signau verpfändete die Herrschaft zusammen mit seinem Sohn Matthias für 700 Florin Gulden an den Grafen Hartmann III. von Kyburg und seine Brüder. Als Ulrich III. nach 1362 starb, wurde sein Sohn Matthias gegenüber dem Grafenhaus Neu-Kyburg zum Pfandherrn. Aus Geldnot wollten die Grafen das Pfand Rohrbach veräussern, wofür Matthias von Signau unter dem Vorbehalt eines Wiederlösungsrechts innerhalb von neun Jahren am 7. Dezember 1370 in Basel seine Zustimmung gab. Der Verkauf erfolgte dann am 2. Februar 1371 um die gleiche Pfandsumme – 700 Florin Gulden – an den Vetter von Matthias von Signau, Freiherr Berchtold I. aus der Familie der Freiherren von Grünenberg. Die Herrschaft umfasste das Dorf und das Amt mit Leuten, Gut, hohen und niederen Gerichten, Twing und Bann, Holz und Feld. Rohrbach erwies sich für seine Familie als wichtiges Bindeglied zwischen Madiswil und dem Städtchen Huttwil, das später auch wieder grünenbergisch wurde. Nachdem Berchtold I. schon bald danach gestorben war, erbte sein Bruder Johann II. der Grimme von Grünenberg das Pfand Rohrbach. Unter seiner Herrschaft verfiel das neunjährige Wiederlösungsrecht der Freiherren von Signau, so dass ab etwa 1380 Rohrbach als grünenbergisches Eigentum betrachtet werden kann. Zur Herrschaft Rohrbach gehörten auch die hohen und niederen Gerichte von Eriswil.
Nach dem Tod von Johann II. dem Grimmen vor dem 3. Februar 1384 erbte sein gleichnamiger Sohn Johann III. der Grimme die Herrschaft Rohrbach, die bis zu seinem Tod 1429 sein Eigentum blieb. Über seine Tochter Magdalena kam das Dorf an seinen Schwiegersohn Hermann von Eptingen, wurde ihm als österreichischer Parteigänger im Alten Zürichkrieg von Bern jedoch besetzt. 1449 gab die Stadt Bern Rohrbach zurück an Magdalena von Grünenberg († vor 21. November 1468). Ihre Erben, Hans Rudolf von Luternau und seine Frau Barbara von Mülinen, verkauften 1504 Rohrbach an Bern. Der Ort behielt Sonderrechte wie einen eigenen Gerichtskreis und eigene Masse.
Der Kelnhof des Klosters St. Gallen blieb die ganze Zeit bestehen. Im Jahr 1414 erwarb ihn Freiherr Thomas von Falkenstein mitsamt dem restlichen Besitz des Klosters St. Gallen.

## Wappen
Blasonierung:
In Rot ein goldener Stern auf einem grünen Sechsberg (1:2:3 Berge)
Der grüne Sechsberg ist ein Bezug zum Wappen der Freiherren von Grünenberg.

## Politik
Gemeindepräsident ist Hubert Kölliker (parteilos, Stand 2025).

## Wirtschaft
Das Dorf Rohrbach ist geprägt von Handwerk- und Gewerbebetrieben. Grössere Industriebetriebe sind die Firmen Lanz-Anliker AG, Zaugg AG und die Rüfenacht AG.

### Landwirtschaft
Auch wenn in den letzten Jahren die Anzahl der betriebenen Bauernhöfe zurückging und Rohrbach nicht mehr als Bauerndorf bezeichnet werden kann, sind die stolzen Bauernhöfe immer noch ein prägendes Element des Dorfbildes.

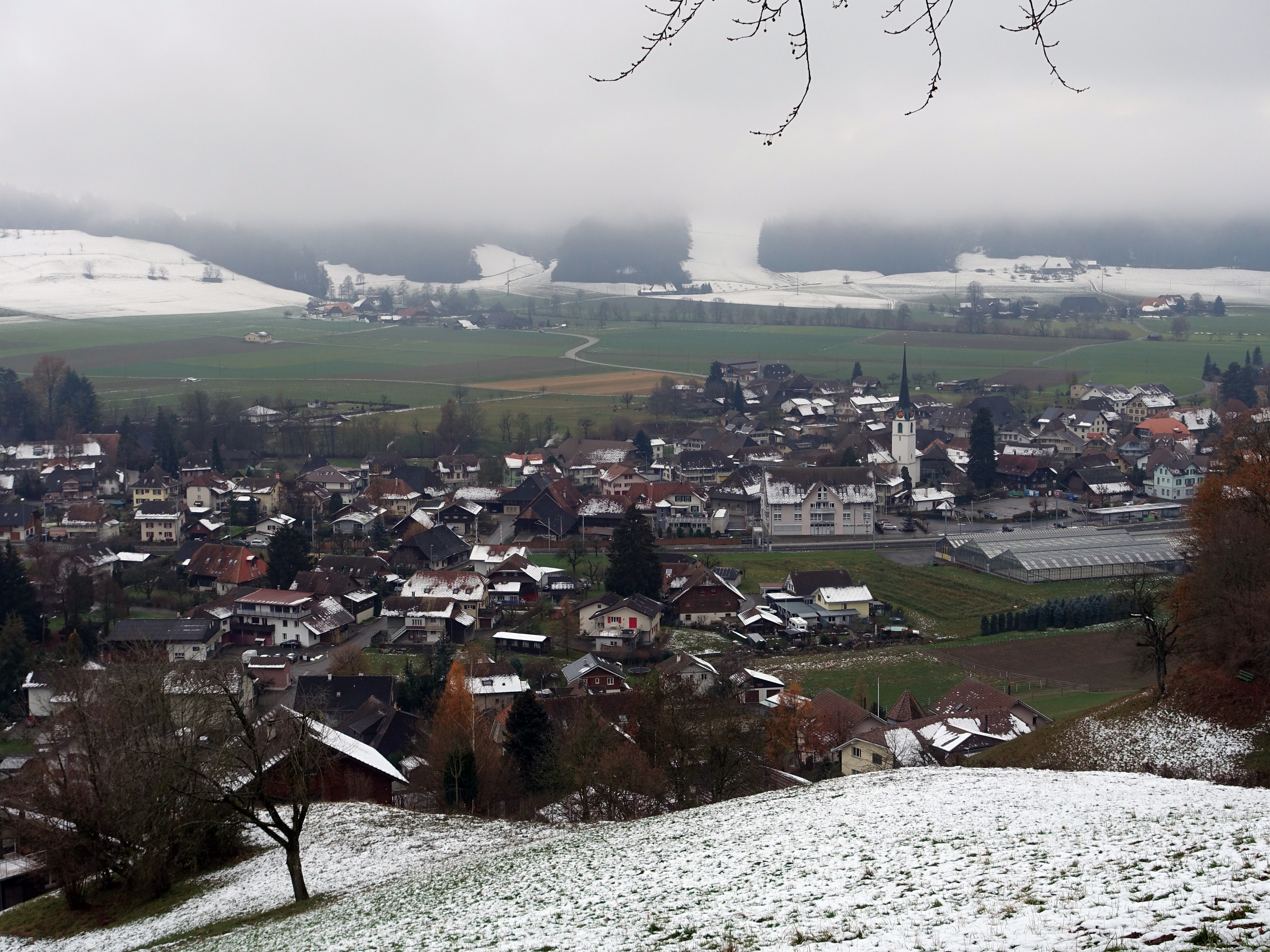
Rohrbach

### Verkehr
Rohrbach liegt an der Hauptstrasse Huttwil–Langenthal. Nebenstrassen führen nach Auswil und Rohrbachgraben.
Die BLS AG gewährleistet die Anbindung ans Bahnnetz mit der Linie Huttwil–Langenthal.

## Bildung
In Rohrbach gibt es folgende Bildungseinrichtungen:
- 2 Kindergärten
- Primarschule

## Persönlichkeiten
- Dominique Aegerter (* 1990), Motorradrennfahrer
- Moritz Leuenberger (* 1946), Rechtsanwalt und Politiker
- Urs Mannhart (* 1975), Schriftsteller
- Karl Alfred Lanz (1847–1907), Maler und Bildhauer

## Bilder

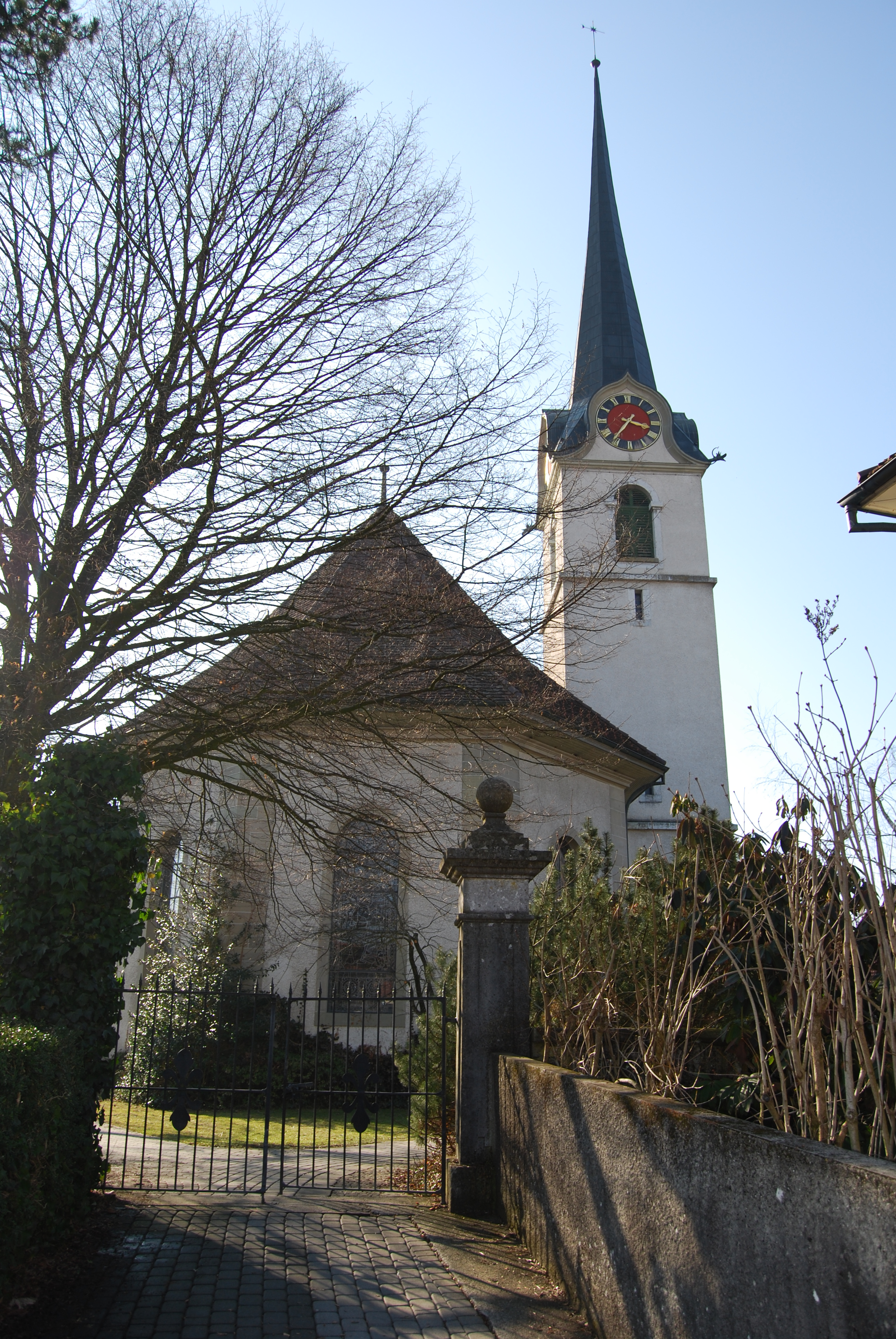
Reformierte Kirche
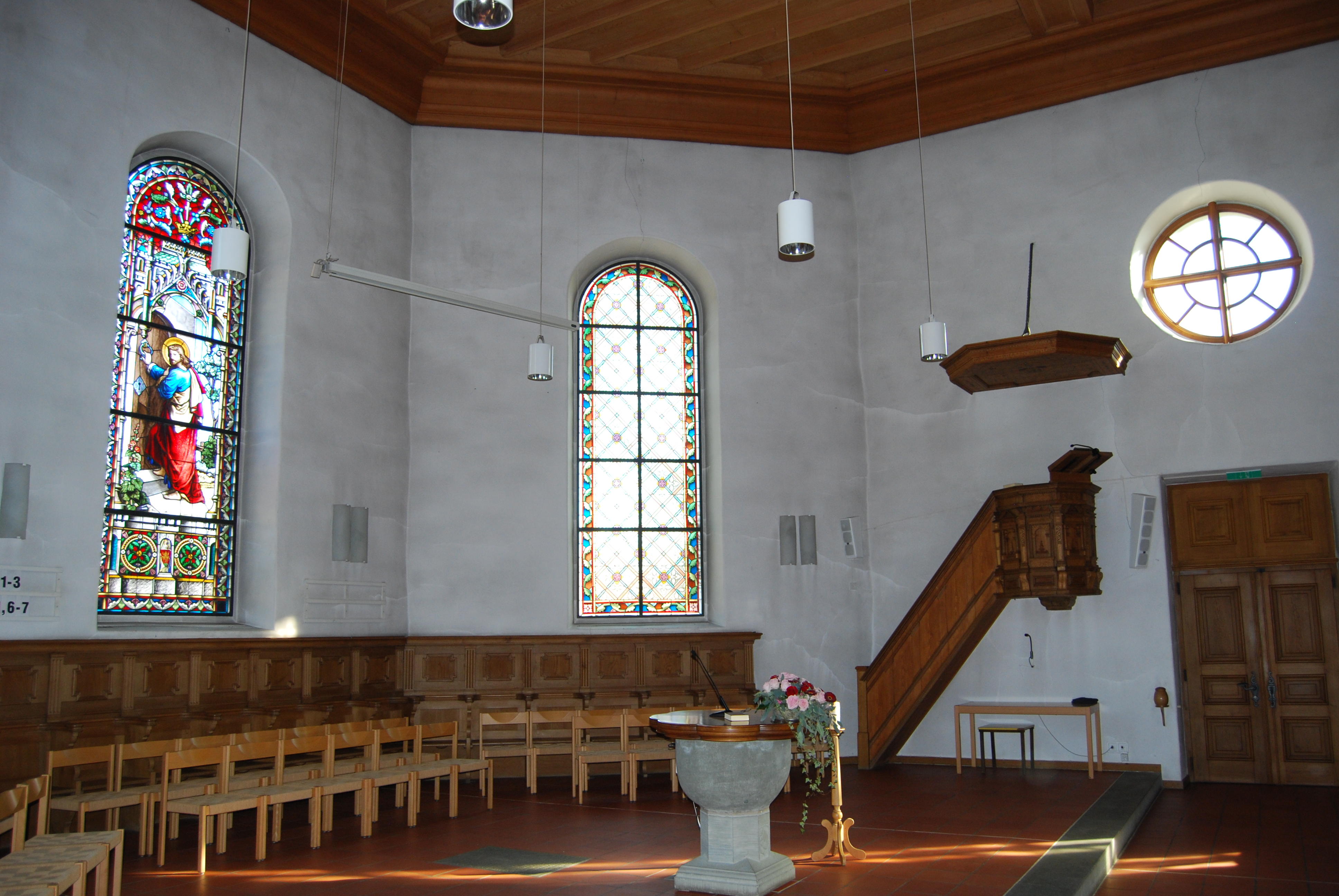
Innenansicht der Kirche
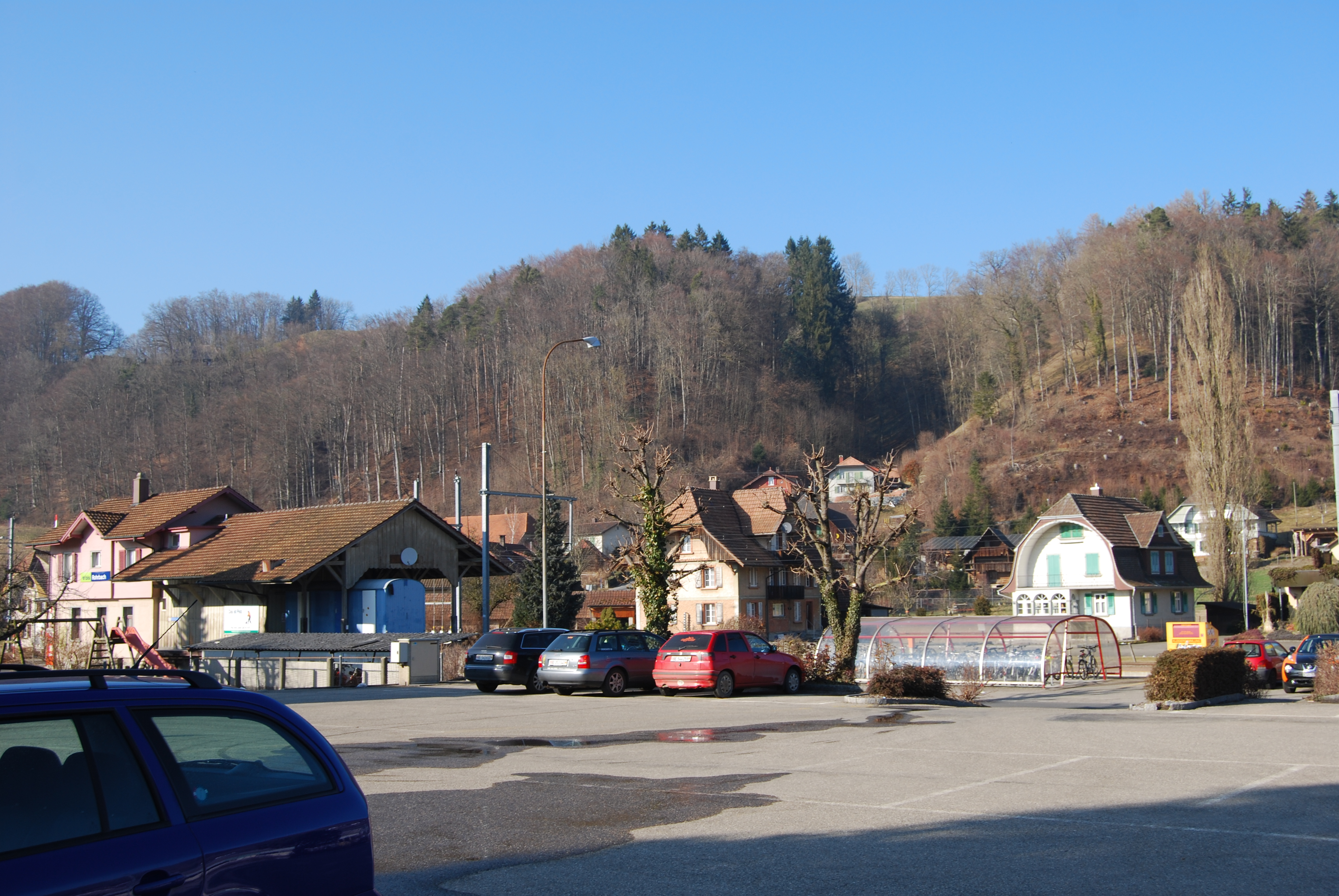
Bahnhof Rohrbach (Schwellenhöhe: 586,73 m ü. M.)
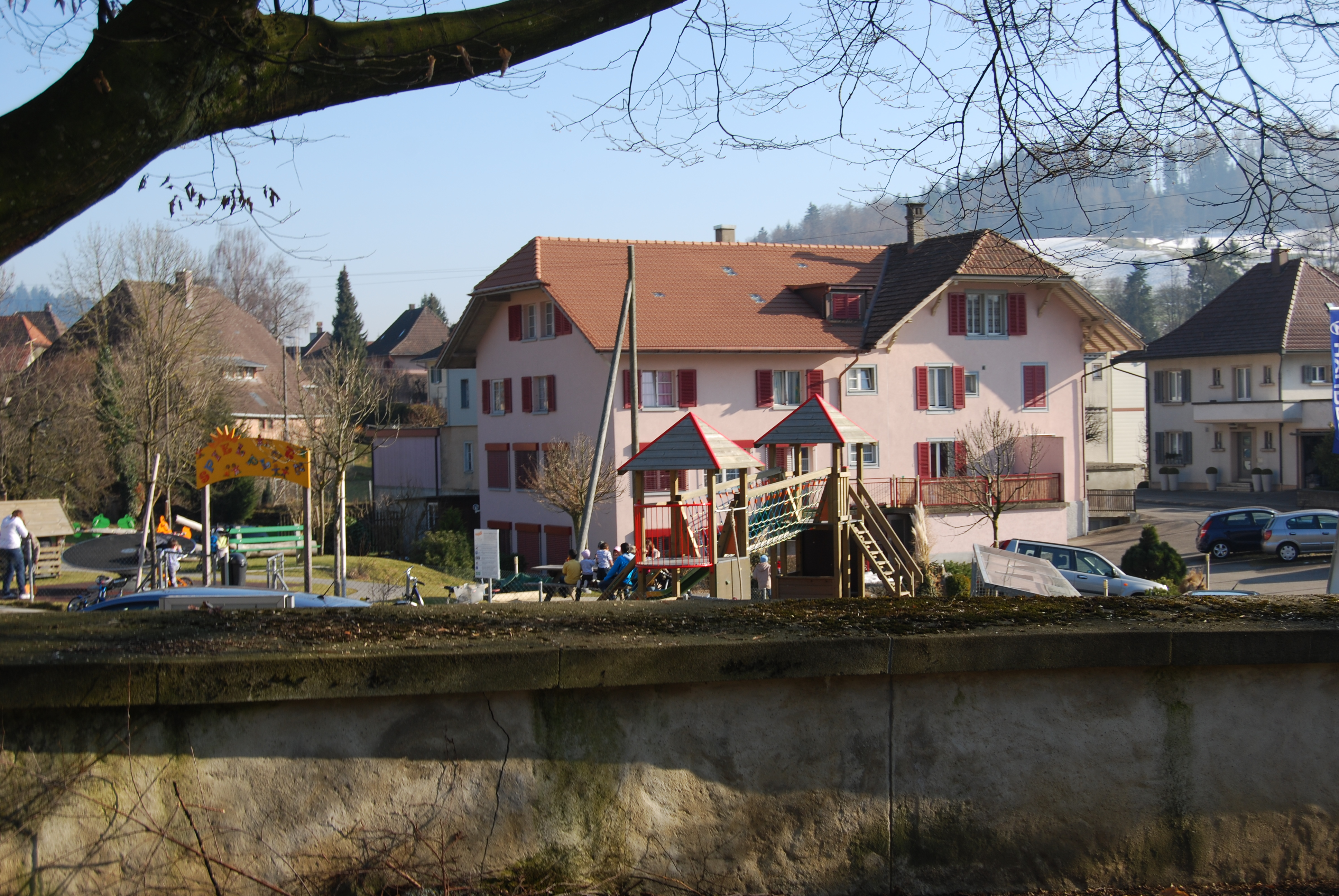
Spielplatz im Dorfzentrum
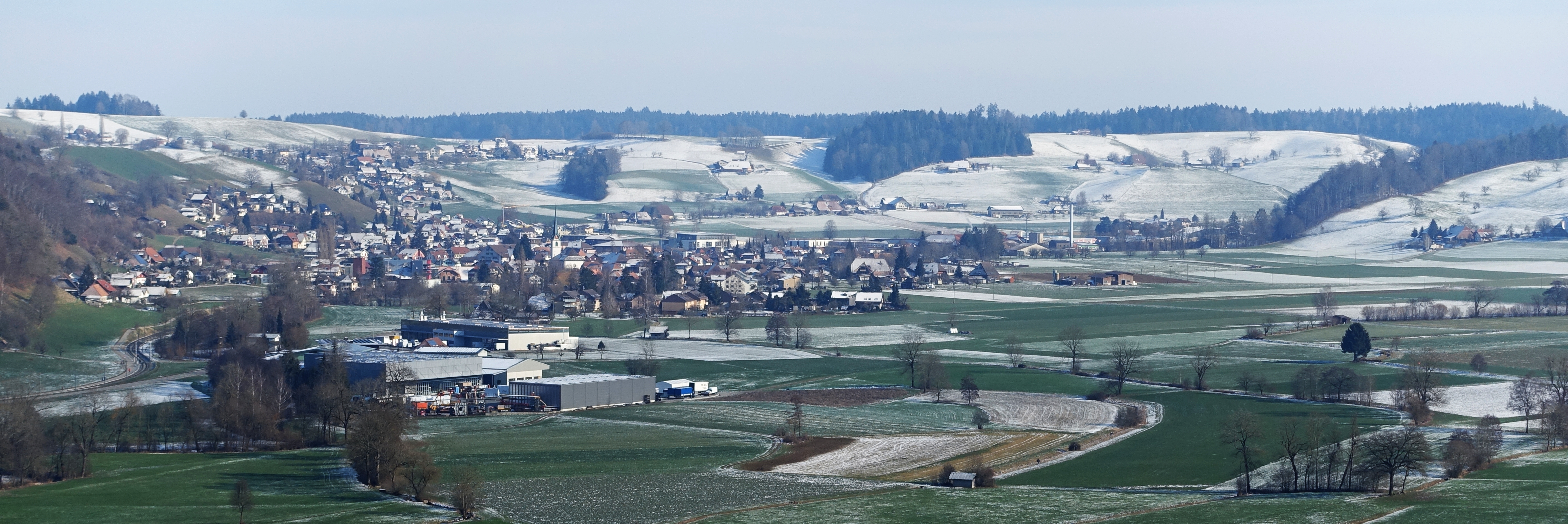
Panorama von Kleindietwil nach Rohrbach
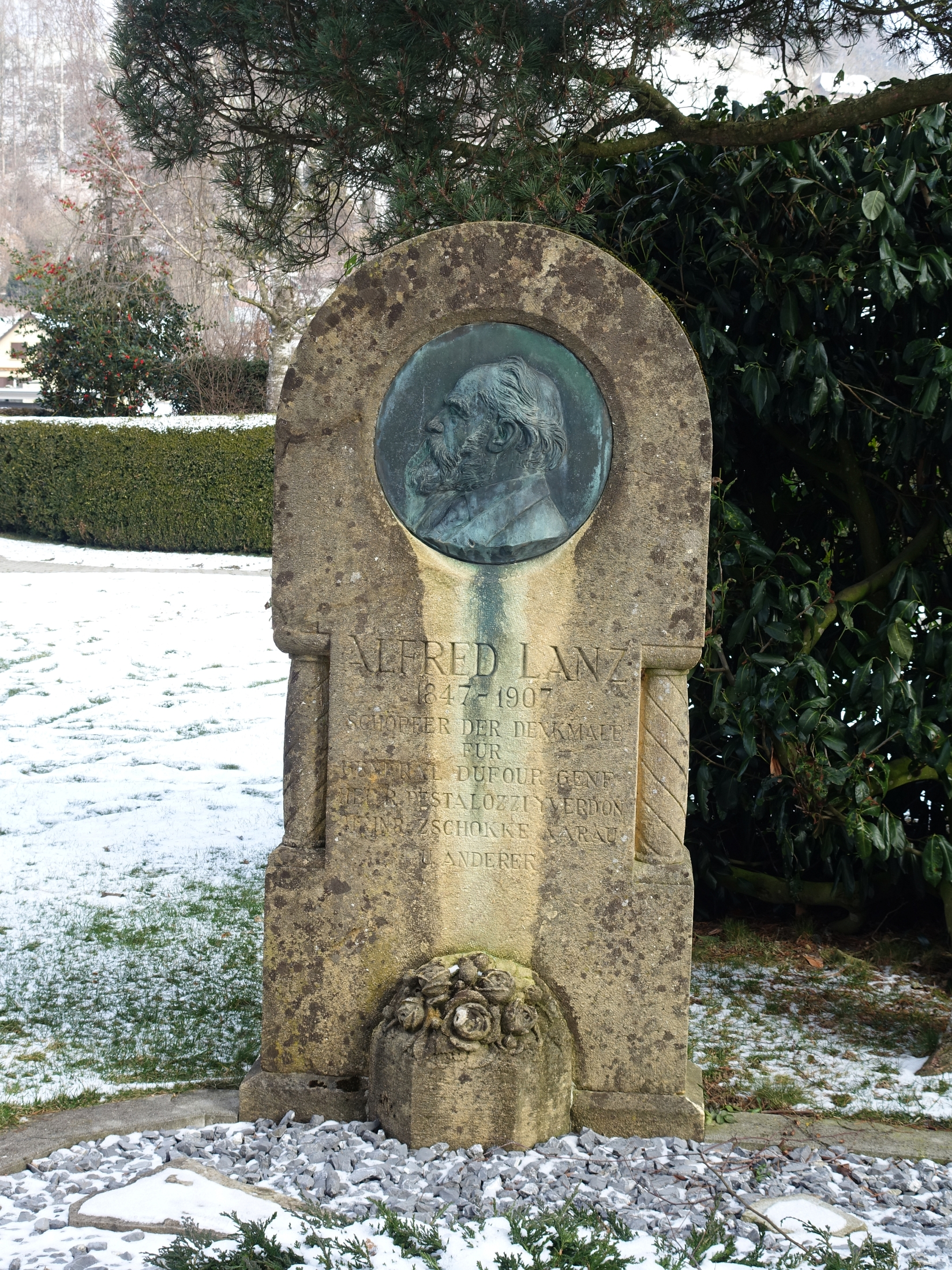
Gedenkstein im Kirchhof von Rohrbach für Karl Alfred Lanz. Porträtrelief von Karl Hänny.